# کاییو (توکوشیما)
کاییو، توکوشیما (به لاتین: Kaiyō, Tokushima) یک منطقهٔ مسکونی در ژاپن است که در Kaifu District واقع شده‌است. کاییو ۳۲۷٫۵۸ کیلومترمربع مساحت و ۱۱٬۲۷۱ نفر جمعیت دارد.